# Dart (engenharia aeroespacial)

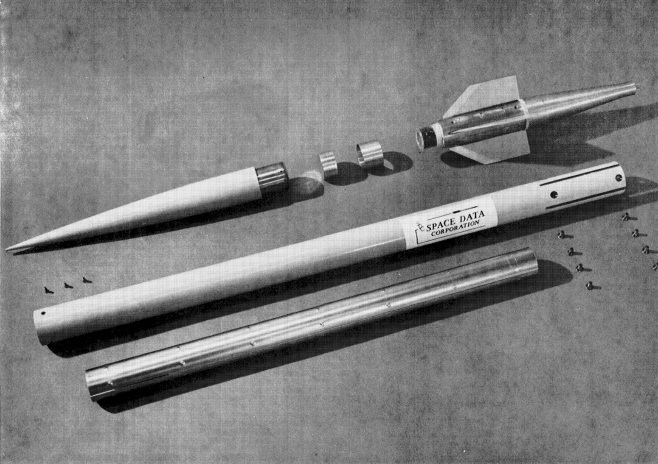
Os componentes do artefato Dart

O Dart era um artefato aeroespacial de voo livre (sem propulsão), aerodinâmica e balisticamente otimizado, que foi largamente utilizado nas décadas de 60 e 70, como último estágio em foguetes de sondagem.

## Origens
Esse tipo de estágio superior não propulsado, teve origem nas pesquisas inerentes a mísseis antiaéreos no final da década de 40. O conceito foi utilizado por exemplo, pela "Bendix" no míssil Loki de 1948, cujo primeiro estágio impulsionava um artefato explosivo em forma de dardo à altas velocidades. No início da década de 50, esse projeto foi cancelado, mas o conceito de usar um segundo estágio, balística e aerodinamicamente otimizado, para atingir maiores altitudes permaneceu, e passou a ser usado em várias combinações para foguetes de sondagem, sendo que o modelo fabricado pela "Space Data Corporation", acabou se popularizando</ref>.

## Função
Sua função era aproveitar o impulso dos estágios anteriores prosseguindo e voo livre usando a sua própria inércia até a máxima altitude possível e liberar a carga útil.

## Desenvolvimento
O seu formato aerodinâmico, foi extensivamente estudado para que atingisse os objetivos pretendidos. A parte superior foi projetada para minimizar as ondas de arrasto, e o suplemento na parte traseira, para minimizar o arrasto gerado por ele.

## Uso
Foguetes de sondagem sem o artefato Dart conseguiam elevar cargas úteis maiores, mas aqueles que faziam uso desse artefato, atingiam maiores altitudes.

## Características
O artefato Dart, media 1,31 m de altura e 4, 45 centímetros de diâmetro, pesando 7,82 kg. Sendo um artefato não propulsado, ele funcionava como um invólucro de baixíssimo arrasto aerodinâmico para a carga útil. No extremo superior, o artefato possuía uma carga de chumbo para assegurar a estabilidade aerodinâmica e prover um alto coeficiente balístico. O volume disponível para a carga útil era de 490 cm cúbicos.

## Aplicações
- Mohr (foguete)
- MMR06
- Loki Dart
- Meteor